# Samovar
En samovar (russisk: selvkoger) er et apparat til opvarmning af vand til tebrygning.
Oprindeligt var samovaren et metalrør midt i en vandbeholder. Røret blev fyldt med glødende trækul, som opvarmede vandet. Det kogende vand aftappes ved hjælp af en hane. Ofte har samovaren øverst en lille kande til koncentreret te. Man skænker lidt koncentrat og fortynder efter behag med kogende vand fra hanen.
Samovarer har mange udformninger nu med elektrisk opvarmning. Anvendes fortrinsvis i Rusland og nabolande.